# Moiwana
Moiwana ist ein Marron-Dorf vom Stamm der Ndyuka im Distrikt Marowijne im Osten von Suriname.

## Moiwana-Massaker
Am 29. November 1986, während des Bürgerkrieges zwischen dem surinamischen Militär unter dem Befehlshaber Dési Bouterse und dem sogenannten Jungle Commando unter Führung von Ronnie Brunswijk, einem Ndykua, kam es zu einem Massaker in dem Dorf Moiwana. Hierbei töteten Angehörige des surinamischen Militärs 39 Personen, die meisten davon Frauen und Kinder. Nach diesem Massaker flüchteten Tausende Bewohner des östlichen Buschlandes über den Fluss Marowijne nach Französisch-Guyana.
Die Menschenrechtsorganisation Moiwana’86 hat sich jahrelang für eine Untersuchung der Ereignisse und die Verfolgung der Schuldigen an den Morden eingesetzt. Am 15. Juli 2005 hat dann der Interamerikanische Gerichtshof für Menschenrechte (Interamerican Court of Human Rights, IACHR) in Costa Rica die Regierung von Suriname wegen der Massenmorde verurteilt. Die Surinamische Regierung muss nach dem Richterspruch an die Angehörigen der Ermordeten Schmerzensgeld und Schadensersatz für den materiellen Verlust zahlen. Außerdem muss sie die Schuldigen verfolgen und einen Fonds zum Wiederaufbau des Dorfes einrichten. Weiter wurde sie dazu verurteilt, die Prozesskosten zu tragen.
Ein Jahr nach der Verurteilung durch das IACHR, am 15. Juli 2006 entschuldigte sich Präsident Ronald Venetiaan im Namen des Staates für das Massaker vom 29. November 1986 an den Marrons in Moiwana. Die Zeremonie fand im Fußballstadion von Moengo u. a. im Beisein von traditionellen Führern der Marron-Gemeinschaften statt. Gleichzeitig wurden an ca. 130 Nachkommen der Opfer ein Schmerzensgeld von umgerechnet 13.000 US-Dollar pro Person aus der Staatskasse überwiesen. Der Staat ist außerdem verpflichtet, aus einem Gemeinschaftsfonds von 1,2 Millionen US-Dollar den Wiederaufbau des Dorfes mit Häusern, Schulen und anderen sozialen Einrichtungen zu finanzieren.
In seiner Ausgabe vom März 2007 kommt das niederländische Magazin Obsession Magazine, eine Monatszeitschrift, die sich vor allem an die surinamische Gemeinschaft in den Niederlanden richtet, mit einem bemerkenswerten Bericht über das Massaker in Moiwana. Der Artikel basiert auf einem Interview mit einem hier anonym bleibenden Ex-Polizisten. Zusammen mit dem am 4. August 1990 ermordeten Polizeiinspektor Herman Gooding war er bei einer Anhörung zufällig auf die vermeintlichen Täter, den Tathergang und deren Auftraggeber gestoßen. Den Aussagen des Ex-Brigadiers zufolge wurde das Massaker durch Einheimische (vermutlich Kariben), eine als „Delta Force“ bezeichnete Gruppe, angerichtet. Diese Gruppe von ca. 60 Personen soll vom Militär unter Bouterse mit Waffen versorgt worden sein und mehrere Wochen Schießausbildung erhalten haben. Ihr Auftrag war allem Anschein nach, den Leiter des Dschungelkommandos, Brunswijk, aufzuspüren. Für ihren Einsatz waren 275.000 surinamische Gulden als Sold ausgelobt. Als einer der maskiert auftretenden Söldner in Moiwana von einer Ndyuka erkannt wurde und er diese Frau hierauf kaltblütig erschoss, soll in einer Art Kettenreaktion das Massaker an den unschuldigen Bewohnern erfolgt sein. Erst nachdem einige Verdächtige der Aktion verhaftet worden waren, wurden die Söldner nachträglich zu Militärs ernannt, hiermit der Justiz entzogen, unter Militärgerichtsbarkeit gestellt, von der Militärpolizei übernommen und freigesetzt. Nachdem einige aus der Delta-Force-Gruppe wiederholt auf Auszahlung des versprochenen Soldes bei den Militärs gedrängt haben sollen, wurden den Angaben des Ex-Brigadiers zufolge mindestens drei von den an den Morden von Moiwana Beteiligten selbst liquidiert. Da auch der Ex-Brigadier bereits mehrfach Morddrohungen erhalten hatte, folgte er dem Rat seines Vorgesetzten, sich aus Sicherheitsgründen in das Ausland abzusetzen. Seit 1991 lebt er zusammen mit seiner Familie in den Niederlanden. Bis heute wurden all diese Ereignisse, einschließlich des Mordes an Polizeiinspektor Herman Gooding, in Suriname nicht weiter gerichtlich untersucht.